# Rekener Berge

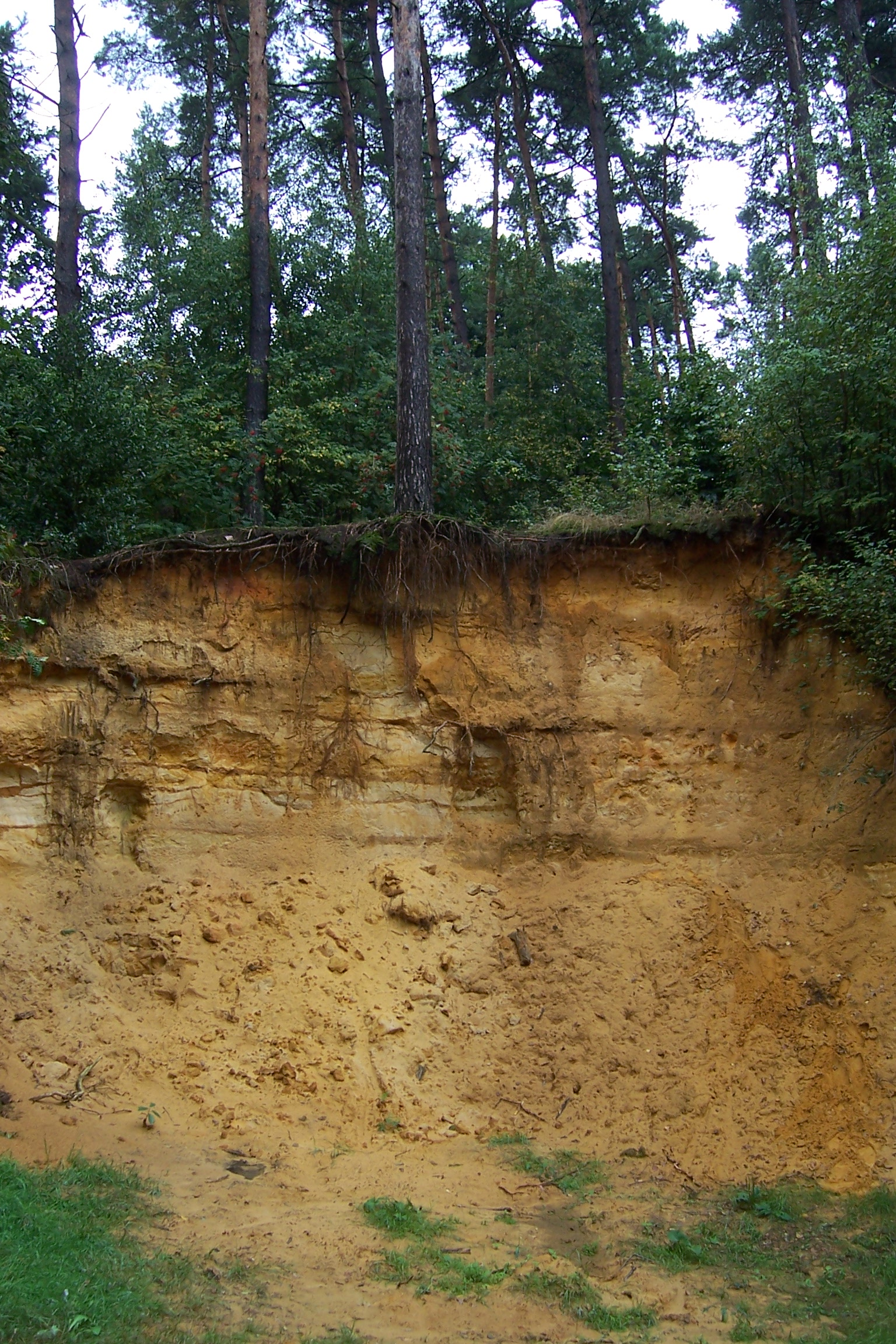
Sandsteilwand in den Rekener Bergen

Die Rekener Berge sind ein Höhenzug, der sich unmittelbar nördlich (Groß) Rekens (Kreis Borken, Westfalen) als Nordwestausläufer an das Kerngebiet des bis 145,9 m ü. NHN hohen Naturraumes Hohe Mark (mit Rekener Kuppen) (Haupteinheit Westmünsterland) anschließt. Sie stellen mit bis 133,8 m Höhe den Höhenschwerpunkt der Rekener Kuppen dar, die nach Westnordwesten im Höhenzug Die Berge (bis 107,4 m) auslaufen.

## Geographische Lage
Die Rekener Berge liegen im Norden des den Ballungsraum Ruhrgebiet nördlich flankierenden Naturparks Hohe Mark-Westmünsterland. Sie ziehen sich in West-Ost-Richtung von der Landesstraße 829 zwischen Heiden (Süden) und Velen (Norden), die sie vom sich westnordwestlich anschließenden Höhenzug Die Berge (bis 107,4 m) separiert, bis Maria Veen. Südlich werden sie von Groß Reken tangiert, nach Norden reichen sie etwa bis zur Bundesstraße 67 zwischen Borken und Merfeld. Die in Nord-Süd-Richtung verlaufende Bundesautobahn 31 teilt den Höhenzug in einen auf Heidener Gemarkung liegenden, flachwelligeren Westteil und den höheren Zentral- und Ostteil auf Rekener Gebiet. Höchste Erhebung des Höhenzugs ist der Melchenberg (133,8 m).

## Naturräumliche Zuordnung
Der Höhenzug bildet in der naturräumlichen Haupteinheitengruppe Westfälische Bucht (Nr. 54), in der Haupteinheit Westmünsterland (544) und in der Untereinheit 544.3 Hohe Mark (mit Rekener Kuppen) den Naturraum Rekener Berge (544.36). Südliche Abdachungen des Höhenzugs, die zur naturräumlichen Einheit Hülsten-Rekener Kuppen (544.35) gezählt werden, können westlich des Midlicher Mühlenbaches (im Oberlauf: Kuse Becke) ebenfalls den Rekener Kuppen zugeordnet werden.

## Landschaft
Die Rekener Berge fallen, ähnlich wie der sich westnordwestlich anschließende Höhenzug Die Berge, nach Süden sanft und nach Norden deutlich schroffer ab. Beides sind geologisch (die westlichsten) Teile der oberkreidezeitlichen Halterner Sande, die auch die sich südöstlich anschließende eigentliche Hohe Mark als Teil der naturräumlichen Untereinheit Hohe Mark (mit Rekener Kuppen) sowie die weiter östlich folgenden Borkenberge sowie die südlich der beiden letztgenannten Höhenzüge befindliche Haard (SO) prägen.
Im Bergsattel zwischen Schwarzem Berg im Norden und Düsselberg im Süden liegt in den Hülsten-Rekener Kuppen in den Uhlen-Wäldern auf etwa 80 m Höhe das Hünengrab Teufelsteine (Düwelsteene).

## Erhebungen
Zu den Erhebungen der Rekener Berge gehören − sortiert nach Höhe in Meter über Normalhöhennull (NHN):
- Melchenberg (133,8 m), ⊙, direkt nördlich Groß Rekens (u. a. mit Funkturm Groß Reken Melchenberg mit Aussichtsplattform)
- namenlose Erhebung (111,9 m), ⊙, westlich des Backenbergs (s. u.) und der von Groß Reken nach Nordnordwesten führenden K 11 bzw. südwestlich des von diesem abzweigenden Fahrwegs Bollengraben, der zum Weiler Bollengraben führt
- namenlose Erhebung (109,5 m), ⊙, zwischen Groß Reken und Maria Veen südlich der K 48
- Backenberg (104,3 m), ⊙, nordwestlich des Melchenbergs, jedoch östlich der von Groß Reken nach Nordnordwesten führenden K 11
- Düsselberg (104 m), ⊙, knapp östlich der A 31, etwas südlich der K 11, direkt östlich der Grenze von Heiden (Westen) und Reken (Osten); gehört zum die Rekener Berge nach Süden abdachenden Westen der Hülsten-Rekener Kuppen (vgl. naturräumliche Gliederung)
- Schwarzer Berg (102,9 m), ⊙, westlich der A 31 auf der Gemarkung Heiden
- Wasserberg (101 m), ⊙, westlich des Schwarzen Bergs (s. o.) auf der Gemarkung Heiden
- Sandberg (89,7 m), ⊙, westnordwestlich des Weilers Wessendorf (Gemarkung Dorsten); gehört zum die Rekener Berge nach Süden abdachenden Westen der Hülsten-Rekener Kuppen
- Lemberg (89,6 m), ⊙, nordöstlich des Weilers Wessendorf, unweit westlich vom Hof Lienemann (Gemarkung Dorsten); gehört zum die Rekener Berge nach Süden abdachenden Westen der Hülsten-Rekener Kuppen